# Jincheng
Jincheng (晋城; Pinyin Jìnchéng) ist eine Stadt im Süden der chinesischen Provinz Shanxi mit 2.194.545 Einwohnern (Stand: Zensus 2020) auf einer Fläche von 9.410 km². In dem eigentlichen städtischen Siedlungsgebiet von Jincheng leben 574.665 Menschen (Stand: Zensus 2020).

## Administrative Gliederung
Die bezirksfreie Stadt Jincheng setzt sich auf Kreisebene aus einem Stadtbezirk, einer kreisfreien Stadt und vier Kreisen zusammen. Diese sind (Stand: Zensus 2020):
- Stadtbezirk Cheng (城区 = „Innenstadt-Bezirk“) – 城区 Chéng Qū, 143 km², 574.665 Einwohner;
- Stadt Gaoping – 高平市 Gāopíng Shì, 993 km², 453.054 Einwohner;
- Kreis Zezhou – 泽州县 Zézhōu Xiàn, 2.036 km², 414.999 Einwohner;
- Kreis Qinshui – 沁水县 Qìnshuǐ Xiàn, 2.623 km², 196.528 Einwohner;
- Kreis Yangcheng – 阳城县 Yángchéng Xiàn, 1.936 km², 350.474 Einwohner;
- Kreis Lingchuan – 陵川县 Língchuān Xiàn, 1.680 km², 204.825 Einwohner.